# Johannes Espelund
Johannes „Johs” Espelund-Arnesen (ur. 20 lutego 1885 w Rakkestad, zm. 20 kwietnia 1952 w Oslo) – norweski strzelec, olimpijczyk.
Uczestnik Letnich Igrzysk Olimpijskich 1912, na których wystartował w jednej konkurencji. Zajął 81. miejsce w karabinie wojskowym w trzech postawach z 300 m (startowało 91 strzelców).

## Wyniki

### Igrzyska olimpijskie
| Igrzyska       | Konkurencja                           | Wynik           | Miejsce | Źródło |
| -------------- | ------------------------------------- | --------------- | ------- | ------ |
| Sztokholm 1912 | Karabin wojskowy, trzy postawy, 300 m | 60 pkt. (30–30) | 81      | [ 1 ]  |